# こまらせないで!
『こまらせないで!』（こまらせないで）は、1989年1月11日から3月22日まで、フジテレビ系列で放送された連続テレビドラマである。

## 概要
体格はよいが性格はいい加減で頼りになるとは言い難い兄の慎一、普段は幼稚園の先生を務め、空手を特技とする妹の杏子が繰り広げる探偵ドラマ。
本作を最後にフジテレビ水曜20時台の連続テレビドラマは時代劇へ転換。また大映テレビ制作の連続テレビドラマは放送時間を月曜19:30 - 19:58に移動し、『青春オーロラ・スピン スワンの涙』が開始された。

## キャスト
- 二宮杏子 - 荻野目洋子
幼稚園の先生。刑事だった父が母の茜と離婚してからは父と一緒に暮らしていたが、父は殉職。父亡き後は一人で暮らしてきたが…。変装や武術といった特技を活かして、頼りない兄を密かに助ける。
- 二宮慎一 - 渡辺徹　
杏子の兄。5年ほど前から行方不明となっていたが、突然ひょっこり帰って来て杏子の前に現れる。最初は泥棒家業を始めると言い出していたが、後（第3話）に探偵業を始めると宣言する。
- 川原健二 - 天宮良
刑事。慎一の幼馴染。妻を亡くし、息子と二人暮し。杏子には密かに想いを寄せている。
- 中野哲夫 - 的場浩司
元暴走族。足を洗った後に慎一のアシスタントとして雇われる。
- 牧村由美 - 島崎和歌子
健二の義妹の女子高生。健二に想いを寄せており、杏子をライバル視している。
- 斉藤亮太
- 青木愛
- 中野秋子 - 香坂みゆき
哲夫の姉。
- 山崎茜 - 沢田亜矢子
杏子と慎一の母。
- アパッチけん

### ゲスト
- 谷村昌彦（第1話）
- 二宮（杏子と慎一の父） - 福田豊土（第1話）
- 谷口香（第1話）
- 団時朗（第2話）
- 知子 - 比企理恵（第3話）
- 剛 - 青島健介（第3話）
- 上原 - 潮哲也（第3話）
- 上条明 - 宮田恭男（第4話）
- 高柳（大企業社長） - 勝部演之（第4話）
- 高柳夏美 - 橘ゆかり（第4話）
- 大町 - 椎谷建治（第5話）
- 涼子（大町の妻） - 中村れい子（第5話）
- 小倉一郎（第5話）
- 和也（文代の息子） - 角田英介（第6話）
- 文代 - 高林由紀子（第6話）
- 大前田俊作 - 高杉亘（第7話）
- 正男（暴走族リーダー） - 池田史比古（第7話）
- 蕎麦屋 - 斉藤暁（第7話）
- 冴子（産婦人科院長婦人） - 桂木文（第8話）
- 大門正明（第8話）
- 吉野令子 - 西川さくら（第8話）
- 吉野英次 - 清水章吾（第8話）
- 美幸（令子の妹） - 中島めぐみ（第8話）
- 有馬（有馬探偵事務所） - 小野武彦（第8話）
- 恵 - 荒井玉青（第9話）
- 柄沢次郎（第9話）
- 藤木悠（第9話）
- 塚本信夫（第9話）
- 英子（バレエ教師） - 高沢順子（第10話）
- 北詰友樹（第10話）
- 友彦（耕之進の次男） - 松田洋治（第11話）
- 松本明子（第11話）
- 近藤 - 嶋大輔（第11話）
- 剛州（第11話）
- 耕之進（和菓子屋社長） - 小林昭二（第11話）

## テーマ曲
- 主題歌 - 「ヴァージ・オブ・ラブ」荻野目洋子
作詞・作曲 - NARADA MICHAEL WALDEN-JOYCE IMBESSI-CAROLYN HEDRICH / 日本語詞 - 平井森太郎
- 挿入歌 - 「スゥーピン・イン」荻野目洋子
作詞・作曲 - NARADA MICHAEL WALDEN-JOYCE IMBESSI-CAROLYN HEDRICH / 日本語詞 - 売野雅勇

## 再放送
- 2025年4月18日から5月2日までTOKYO MXで再放送された[1]。

## スタッフ
- 企画 - 春日千春（大映テレビ）、前田和也（フジテレビ）
- プロデューサー - 柳田博美・千原博司（大映テレビ）、中尾嘉伸（フジテレビ）
- 脚本 - 長野洋、佐々木守、今井詔二
- 音楽 - 真鍋平太郎、大内義昭
- ナレーション - 中村正
- 撮影 - 横手丘二 他
- 照明 - 伊藤裕二 他
- 美術 - 大橋雅俊 他
- 編集 - 本間元治
- 音声 - 佐藤幸哉
- 調整 - 山中宏光
- 記録 - 竹下京子
- 助監督 - 寺山彰男 他
- 制作主任 - 加治屋常幸
- メーク - 佐々木亮子、友坂信博
- 衣裳 - 宮村紀久子
- 撮影助手 - 小沢左俊 他
- 照明助手 - 新屋敷貢 他
- 美術助手 - 永田勝明 他
- 音声助手 - 曽我薫 他
- 助監督 - 小島正道 他
- 編集助手 - 飯田昭彦
- 選曲 - 佐藤啓(サウンドオフィス)
- 効果 - 東洋音響
- 制作進行 - 金森保 他
- 仕上進行 - 松本泰生 他
- VTR - 大橋仁
- 擬斗 - 車邦秀
- VTR編集スタジオ - 共同テレビジョン(鈴木信義)
- 録音（MA）スタジオ - アオイスタジオ(星一郎)
- 広報 - 新藤善之（フジテレビ）
- スチール - 遠藤秀司
- タイトル - デン・フィルムエフェクト
- 衣裳 - 富士衣裳
- 技術協力 - ビデオフォーカス
- 監督 - 山口和彦、土屋統吾郎、岡本弘、小島穹
- 制作 - フジテレビ、大映テレビ株式会社

## サブタイトル
| 話数 | 放送日        | サブタイトル                                   | 脚本     | 監督       |
| ---- | ------------- | ---------------------------------------------- | -------- | ---------- |
| 1    | 1989年1月11日 | フーテンの熊?!                                 | 長野洋   | 山口和彦   |
| 2    | 1989年1月18日 | あぶない商売?!                                 | 長野洋   | 山口和彦   |
| 3    | 1989年1月25日 | 女にゃ弱い迷探偵・女って一度は男に変身したいの | 佐々木守 | 土屋統吾郎 |
| 4    | 1989年2月1日  | くたばれ結婚サギ・ハイミスOLに貯金通帳で勝負   | 佐々木守 | 土屋統吾郎 |
| 5    | 1989年2月8日  | お注射に来ました                               | 長野洋   | 岡本弘     |
| 6    | 1989年2月15日 | 天使もたまには暴走します                       | 長野洋   | 岡本弘     |
| 7    | 1989年2月22日 | 私は白レンジャー                               | 今井詔二 | 小島穹     |
| 8    | 1989年3月1日  | 女探偵は永遠です                               | 佐々木守 | 山口和彦   |
| 9    | 1989年3月8日  | ニセ花嫁さん参上・結婚披露宴にひそむ悪を追え!! | 佐々木守 | 岡本弘     |
| 10   | 1989年3月15日 | ダンス・ダンス！バレエ教室の怪                 | 今井詔二 | 土屋統吾郎 |
| 11   | 1989年3月22日 | 潜入！花の応援団・学ラン姿で気分も体育系!?     | 今井詔二 | 小島穹     |